# لولا تود
لولا تود (بالإنجليزية: Lola Todd)‏ هي ممثلة أمريكية، ولدت في 14 مايو 1904 في نيويورك في الولايات المتحدة، وتوفيت في 31 يوليو 1995 في لوس أنجلوس في الولايات المتحدة.

## وصلات خارجية
- لولا تود على موقع IMDb (الإنجليزية)
- لولا تود على موقع أول موفي (الإنجليزية)
- لولا تود على موقع قاعدة بيانات الفيلم (الإنجليزية)
- لولا تود على موقع كينوبويسك (الروسية)